# Teizo Horikoshi
Teizo Horikoshi (Kōbe, 13 dicembre 1898 – 24 giugno 1987) è stato un economista giapponese.
È stato il vicepresidente della potente Federazione delle organizzazioni economiche in Giappone (Keidanren) durante gli anni settanta.
A lungo sostenitore del Japan-Republic of China Cooperation Committee, fu presidente della Japan Interchange Association (JIA), associazione fondata a Taiwan il 1º dicembre 1972 per mantenere relazioni economiche con Taiwan nonostante l'interruzione delle relazioni diplomatiche in seguito al riavvicinamento giapponese alla Cina.

## Opere
- (JA) Teizō Horikoshi, Keizai Dantai Rengō-kai jūnenshi, 1962.